# (13324) 1998 SK2
(13324) 1998 SK2 est un astéroïde de la ceinture principale découvert en 1998.

## Description
(13324) 1998 SK2 a été découvert le 18 septembre 1998 à l'observatoire Zeno, situé à Edmond dans l'Oklahoma aux États-Unis, par Tom Safford.

### Caractéristiques orbitales
L'orbite de cet astéroïde est caractérisée par un demi-grand axe de 3,16 UA, un périhélie de 2,46 UA, une excentricité de 0,22 et une inclinaison de 1,41° par rapport à l'écliptique. Du fait de ces caractéristiques, à savoir un demi-grand axe compris entre 2 et 3,2 UA et un périhélie supérieur à 1,666 UA, il est classé, selon la JPL Small-Body Database, comme objet de la ceinture principale d'astéroïdes.

### Caractéristiques physiques
(13324) 1998 SK2 a une magnitude absolue (H) de 13,7 et un albédo estimé à 0,099.